# Championnats d'Europe de patinage artistique 2002
Navigation
Édition précédente Édition suivante
Les championnats d'Europe de patinage artistique 2002 ont lieu du 14 au 20 janvier 2002 à la patinoire de Malley à Lausanne en Suisse.

## Qualifications
Les patineurs sont éligibles à l'épreuve s'ils représentent une nation européenne membre de l'Union internationale de patinage (International Skating Union en anglais) et s'ils ont atteint l'âge de 15 ans avant le 1er juillet 2001 dans leur pays de naissance. La compétition correspondante pour les patineurs non européens est le championnat des Quatre Continents 2002. Les fédérations nationales sélectionnent leurs patineurs en fonction de leurs propres critères.
Sur la base des résultats des championnats d'Europe 2001, l'Union internationale de patinage autorise chaque pays à avoir de une à trois inscriptions par discipline.
| Entrées                                                           | Messieurs                                       | Dames                                 | Couples                                         | Danse sur glace                                   |
| ----------------------------------------------------------------- | ----------------------------------------------- | ------------------------------------- | ----------------------------------------------- | ------------------------------------------------- |
| 3                                                                 | France Russie                                   | Russie Ukraine                        | France Russie                                   | France Russie                                     |
| 2                                                                 | Allemagne Biélorussie Bulgarie Slovaquie Suisse | Finlande France Hongrie Italie Suisse | Allemagne Azerbaïdjan Estonie Slovaquie Ukraine | Allemagne Bulgarie Israël Italie Lituanie Ukraine |
| Si non répertorié ci-dessus, une seule inscription est autorisée. |                                                 |                                       |                                                 |                                                   |

Pour la septième année (après les championnats européens de 1994, 1996, 1997, 1999, 2000 et 2001), l'Union internationale de patinage impose une ronde des qualifications pour les catégories individuelles masculine et féminine. Les qualifications sont divisées en deux groupes A et B. Pour ces championnats européens 2002, le top 15 de chaque groupe accède au programme court, puis le top 24 accède au programme libre. Les scores des qualifications comptent pour le score final.
En danse sur glace, la première danse imposée est la valse de Ravensburger et la seconde est le blues.

## Podiums
| Épreuves                            | Or                                  | Argent                                  | Bronze                            |
| ----------------------------------- | ----------------------------------- | --------------------------------------- | --------------------------------- |
| Messieurs résultats détaillés       | Aleksey Yagudin                     | Aleksandr Abt                           | Brian Joubert                     |
| Dames résultats détaillés           | Maria Butyrskaya                    | Irina Sloutskaïa                        | Viktoria Volchkova                |
| Couples résultats détaillés         | Tatiana Totmianina / Maksim Marinin | Sarah Abitbol / Stéphane Bernadis       | Maria Petrova / Aleksey Tikhonov  |
| Danse sur glace résultats détaillés | Marina Anissina / Gwendal Peizerat  | Barbara Fusar-Poli / Maurizio Margaglio | Irina Lobatcheva / Ilia Averboukh |

## Tableau des médailles
| Rang  | Nation | Or | Argent | Bronze | Total |
| ----- | ------ | -- | ------ | ------ | ----- |
| 1     | Russie | 3  | 2      | 3      | 8     |
| 2     | France | 1  | 1      | 1      | 3     |
| 3     | Italie | 0  | 1      | 0      | 1     |
| Total | Total  | 4  | 4      | 4      | 12    |

## Détails des compétitions
Pour la saison 2001/2002, les calculs des points se font selon la méthode suivante :
- chez les Messieurs et les Dames (0.4 point par place pour les qualifications, 0.6 point par place pour le programme court, 1 point par place pour le programme libre)
- chez les Couples artistiques (0.5 point par place pour le programme court, 1 point par place pour le programme libre)
- en danse sur glace (0.4 point par place pour les deux danses imposées, 0.6 point par place pour la danse originale, 1 point par place pour la danse libre)

### Messieurs
| Rang                                        | Nom                   | Nation         | Points | Qualif. A | Qualif. B | Prog. court | Prog. libre |
| ------------------------------------------- | --------------------- | -------------- | ------ | --------- | --------- | ----------- | ----------- |
| 1                                           | Aleksey Yagudin       | Russie         | 2.0    | 1         |           | 1           | 1           |
| 2                                           | Aleksandr Abt         | Russie         | 3.6    |           | 1         | 2           | 2           |
| 3                                           | Brian Joubert         | France         | 8.6    |           | 2         | 3           | 6           |
| 4                                           | Stéphane Lambiel      | Suisse         | 9.2    | 4         |           | 6           | 4           |
| 5                                           | Frédéric Dambier      | France         | 10.6   |           | 4         | 10          | 3           |
| 6                                           | Ilia Klimkin          | Russie         | 11.2   | 2         |           | 4           | 8           |
| 7                                           | Ivan Dinev            | Bulgarie       | 11.6   | 3         |           | 9           | 5           |
| 8                                           | Andrejs Vlascenko     | Allemagne      | 12.0   |           | 5         | 5           | 7           |
| 9                                           | Sergei Davydov        | Biélorussie    | 16.6   | 6         |           | 7           | 10          |
| 10                                          | Gabriel Monnier       | France         | 17.6   | 5         |           | 11          | 9           |
| 11                                          | Dmytro Dmytrenko      | Ukraine        | 18.0   |           | 3         | 8           | 12          |
| 12                                          | Stefan Lindemann      | Allemagne      | 21.0   |           | 7         | 12          | 11          |
| 13                                          | Kevin Van Der Perren  | Belgique       | 23.2   |           | 6         | 13          | 13          |
| 14                                          | Tomáš Verner          | Tchéquie       | 27.4   |           | 8         | 17          | 14          |
| 15                                          | Margus Hernits        | Estonie        | 27.6   | 8         |           | 14          | 16          |
| 16                                          | Vakhtang Murvanidze   | Géorgie        | 29.4   |           | 9         | 18          | 15          |
| 17                                          | Juraj Sviatko         | Slovaquie      | 30.2   | 9         |           | 16          | 17          |
| 18                                          | Gheorghe Chiper       | Roumanie       | 32.0   |           | 10        | 15          | 19          |
| 19                                          | Gregor Urbas          | Slovénie       | 33.8   |           | 11        | 19          | 18          |
| 20                                          | Sergei Rylov          | Azerbaïdjan    | 38.8   | 11        |           | 24          | 20          |
| 21                                          | Kristoffer Berntsson  | Suède          | 39.4   | 7         |           | 26          | 21          |
| 22                                          | Angelo Dolfini        | Italie         | 40.0   |           | 12        | 22          | 22          |
| 23                                          | Matthew Davies        | Royaume-Uni    | 40.4   | 12        |           | 21          | 23          |
| 24                                          | Patrick Meier         | Suisse         | 42.0   |           | 15        | 20          | 24          |
| Patineurs éliminés après le programme court |                       |                |        |           |           |             |             |
| 25                                          | Michael Shmerkin      | Israël         |        |           | 13        | 23          | NC          |
| 26                                          | Markus Leminen        | Finlande       |        | 13        |           | 25          | NC          |
| 27                                          | Hristo Turlakov       | Bulgarie       |        | 10        |           | 29          | NC          |
| 28                                          | Bertalan Zákány       | Hongrie        |        | 14        |           | 27          | NC          |
| 29                                          | Daniel Peinado        | Espagne        |        | 15        |           | 28          | NC          |
| 30                                          | Clemens Jonas         | Autriche       |        |           | 14        | 30          | NC          |
| Patineurs éliminés après les qualifications |                       |                |        |           |           |             |             |
| 31                                          | Bartosz Domański      | Pologne        |        |           | 16        | NC          | NC          |
| 31                                          | Aidas Reklys          | Lituanie       |        | 16        |           | NC          | NC          |
| 33                                          | Tayfun Anar           | Turquie        |        | 17        |           | NC          | NC          |
| 33                                          | Ivan Kinčík           | Slovaquie      |        |           | 17        | NC          | NC          |
| 35                                          | Aramis Grigorian      | Arménie        |        | 18        |           | NC          | NC          |
| 35                                          | Miloš Milanović       | RF Yougoslavie |        |           | 18        | NC          | NC          |
| Forfait                                     | Panagiotis Markouizos | Grèce          |        | NC        | NC        | NC          | NC          |

### Dames
| Rang                                          | Nom                   | Nation         | Points | Qualif. A | Qualif. B | Prog. court | Prog. libre |
| --------------------------------------------- | --------------------- | -------------- | ------ | --------- | --------- | ----------- | ----------- |
| 1                                             | Maria Butyrskaya      | Russie         | 3.0    |           | 1         | 1           | 2           |
| 2                                             | Irina Sloutskaïa      | Russie         | 3.2    | 1         |           | 3           | 1           |
| 3                                             | Viktoria Volchkova    | Russie         | 5.0    | 2         |           | 2           | 3           |
| 4                                             | Galina Maniachenko    | Ukraine        | 7.2    |           | 2         | 4           | 4           |
| 5                                             | Elina Kettunen        | Finlande       | 11.2   | 5         |           | 7           | 5           |
| 6                                             | Susanna Pöykiö        | Finlande       | 11.8   |           | 3         | 6           | 7           |
| 7                                             | Silvia Fontana        | Italie         | 12.2   | 3         |           | 5           | 8           |
| 8                                             | Laëtitia Hubert       | France         | 14.8   | 7         |           | 10          | 6           |
| 9                                             | Elena Liashenko       | Ukraine        | 15.8   |           | 5         | 8           | 9           |
| 10                                            | Júlia Sebestyén       | Hongrie        | 18.2   |           | 4         | 11          | 10          |
| 11                                            | Vanessa Gusmeroli     | France         | 19.0   | 4         |           | 9           | 12          |
| 12                                            | Julia Lautowa         | Autriche       | 21.0   |           | 7         | 12          | 11          |
| 13                                            | Sarah Meier           | Suisse         | 23.2   | 6         |           | 13          | 13          |
| 14                                            | Mojca Kopač           | Slovénie       | 25.6   | 8         |           | 14          | 14          |
| 15                                            | Zuzana Babiaková      | Slovaquie      | 26.4   |           | 6         | 15          | 15          |
| 16                                            | Marta Andrade         | Espagne        | 29.6   |           | 10        | 16          | 16          |
| 17                                            | Lucie Krausová        | Tchéquie       | 31.4   |           | 9         | 18          | 17          |
| 18                                            | Idora Hegel           | Croatie        | 34.8   |           | 8         | 21          | 19          |
| 19                                            | Vanessa Giunchi       | Italie         | 35.0   |           | 12        | 17          | 20          |
| 20                                            | Svetlana Pilipenko    | Ukraine        | 37.4   | 14        |           | 23          | 18          |
| 21                                            | Roxana Luca           | Roumanie       | 38.4   |           | 11        | 20          | 22          |
| 22                                            | Julia Lebedeva        | Arménie        | 39.0   | 9         |           | 19          | 24          |
| 23                                            | Tamara Dorofejev      | Hongrie        | 39.8   | 11        |           | 24          | 21          |
| 24                                            | Sara Falotico         | Belgique       | 41.4   | 13        |           | 22          | 23          |
| Patineuses éliminées après le programme court |                       |                |        |           |           |             |             |
| 25                                            | Sabina Wojtala        | Pologne        |        |           | 13        | 25          | NC          |
| 26                                            | Åsa Persson           | Suède          |        | 10        |           | 27          | NC          |
| 27                                            | Tuğba Karademir       | Turquie        |        |           | 15        | 26          | NC          |
| 28                                            | Karen Venhuizen       | Pays-Bas       |        | 12        |           | 28          | NC          |
| 29                                            | Darya Zuravicki       | Israël         |        |           | 14        | 29          | NC          |
| 30                                            | Georgina Papavasiliou | Grèce          |        | 15        |           | 30          | NC          |
| Patineuses éliminées après les qualifications |                       |                |        |           |           |             |             |
| 31                                            | Andrea Diewald        | Allemagne      |        |           | 16        | NC          | NC          |
| 31                                            | Olga Vassiljeva       | Estonie        |        | 16        |           | NC          | NC          |
| 33                                            | Ksenia Jastsenjski    | RF Yougoslavie |        |           | 17        | NC          | NC          |
| 33                                            | Gintarė Vostrecovaitė | Lituanie       |        | 17        |           | NC          | NC          |

### Couples
| Rang    | Nom                                     | Nation      | Points | Prog. court | Prog. libre |
| ------- | --------------------------------------- | ----------- | ------ | ----------- | ----------- |
| 1       | Tatiana Totmianina / Maksim Marinin     | Russie      | 1.5    | 1           | 1           |
| 2       | Sarah Abitbol / Stéphane Bernadis       | France      | 3.5    | 3           | 2           |
| 3       | Maria Petrova / Aleksey Tikhonov        | Russie      | 4.0    | 2           | 3           |
| 4       | Dorota Zagórska / Mariusz Siudek        | Pologne     | 6.0    | 4           | 4           |
| 5       | Kateřina Beránková / Otto Dlabola       | Tchéquie    | 7.5    | 5           | 5           |
| 6       | Tatiana Chuvaeva / Dmitri Palamarchuk   | Ukraine     | 10.0   | 6           | 7           |
| 7       | Viktoria Borzenkova / Andrei Chuvilyaev | Russie      | 11.5   | 11          | 6           |
| 8       | Mariana Kautz / Norman Jeschke          | Allemagne   | 12.5   | 9           | 8           |
| 9       | Marie-Pierre Leray / Nicolas Osseland   | France      | 12.5   | 7           | 9           |
| 10      | Tiffany Ann Sfikas / Andrew Seabrook    | Royaume-Uni | 13.5   | 7           | 10          |
| 11      | Viktoria Shklover / Valdis Mintals      | Estonie     | 17.0   | 12          | 11          |
| 12      | Michela Cobisi / Ruben De Pra           | Italie      | 18.5   | 13          | 12          |
| 13      | Oľga Beständigová / Jozef Beständig     | Slovaquie   | 20.0   | 14          | 13          |
| 14      | Maria Guerassimenko / Vladimir Futas    | Slovaquie   | 21.5   | 15          | 14          |
| 15      | Maria Krasiltseva / Artem Znachkov      | Arménie     | 23.5   | 17          | 15          |
| 16      | Jelena Sirokhvatova / Jurijs Salmanovs  | Lettonie    | 24.0   | 16          | 16          |
| 17      | Diana Rennik / Aleksei Saks             | Estonie     | 26.0   | 18          | 17          |
| Abandon | Sarah Jentgens / Mirko Müller           | Allemagne   |        | 10          |             |

### Danse sur glace
| Rang                                             | Nom                                     | Nation      | Points | Danse imposée 1 | Danse imposée 2 | Danse originale | Danse libre |
| ------------------------------------------------ | --------------------------------------- | ----------- | ------ | --------------- | --------------- | --------------- | ----------- |
| 1                                                | Marina Anissina / Gwendal Peizerat      | France      | 2.2    | 1               | 2               | 1               | 1           |
| 2                                                | Barbara Fusar-Poli / Maurizio Margaglio | Italie      | 3.8    | 2               | 1               | 2               | 2           |
| 3                                                | Irina Lobatcheva / Ilia Averboukh       | Russie      | 6.0    | 3               | 3               | 3               | 3           |
| 4                                                | Margarita Drobiazko / Povilas Vanagas   | Lituanie    | 8.0    | 4               | 4               | 4               | 4           |
| 5                                                | Galit Chait / Sergei Sakhnovski         | Israël      | 10.0   | 5               | 5               | 5               | 5           |
| 6                                                | Albena Denkova / Maxim Staviski         | Bulgarie    | 12.0   | 6               | 6               | 6               | 6           |
| 7                                                | Tatiana Navka / Roman Kostomarov        | Russie      | 14.0   | 7               | 7               | 7               | 7           |
| 8                                                | Olena Hrushyna / Ruslan Honcharov       | Ukraine     | 16.0   | 8               | 8               | 8               | 8           |
| 9                                                | Eliane Hugentobler / Daniel Hugentobler | Suisse      | 18.2   | 10              | 9               | 9               | 9           |
| 10                                               | Sylwia Nowak / Sebastian Kolasiński     | Pologne     | 19.8   | 9               | 10              | 10              | 10          |
| 11                                               | Marika Humphreys / Vitali Baranov       | Royaume-Uni | 22.8   | 11              | 12              | 12              | 11          |
| 12                                               | Federica Faiella / Massimo Scali        | Italie      | 25.6   | 14              | 15              | 13              | 12          |
| 13                                               | Alia Ouabdesselam / Benjamin Delmas     | France      | 26.6   | 13              | 13              | 14              | 13          |
| 14                                               | Kristin Fraser / Igor Lukanin           | Azerbaïdjan | 28.8   | 15              | 14              | 15              | 14          |
| 15                                               | Natalia Gudina / Alexei Beletski        | Israël      | 31.2   | 16              | 17              | 16              | 15          |
| 16                                               | Veronika Moravkova / Jiří Procházka     | Tchéquie    | 33.0   | 18              | 16              | 17              | 16          |
| 17                                               | Stephanie Rauer / Thomas Rauer          | Allemagne   | 34.8   | 17              | 18              | 18              | 17          |
| 18                                               | Julia Golovina / Oleg Voiko             | Ukraine     | 37.8   | 22              | 20              | 19              | 18          |
| 19                                               | Roxane Petetin / Matthieu Jost          | France      | 39.8   | 20              | 21              | 21              | 19          |
| 20                                               | Zita Gebora / András Visontai           | Hongrie     | 41.8   | 21              | 22              | 22              | 20          |
| 21                                               | Jessica Huot / Juha Valkama             | Finlande    | 44.0   | 23              | 23              | 23              | 21          |
| 22                                               | Anna Mosenkova / Sergei Sychov          | Estonie     | 46.0   | 24              | 24              | 24              | 22          |
| Abandon                                          | Natalia Romaniuta / Daniil Barantsev    | Russie      |        | 12              | 11              | 11              |             |
| Abandon                                          | Jill Vernekohl / Dmitri Kurakin         | Allemagne   |        | 19              | 19              | 20              |             |
| Couple de danse éliminé après la danse originale |                                         |             |        |                 |                 |                 |             |
| 25                                               | Tatiana Siniaver / Tornike Tukvadze     | Géorgie     |        | 25              | 25              | 25              | NC          |